# Josip Križaj (pevec)
Josip Križaj, slovenski operni pevec basist, * 5. marec 1887, Vevče, Ljubljana, † 30. julij 1968, Zagreb.

## Življenje
Petje je študiral pri Mateju Hubadu in v Münchnu. Kariero je začel na odru ljubljanske Opere v sezoni 1907/1908. Leta 1932 je odšel v Zagreb, kjer je postal prvi basist in to ostal do upokojitve leta 1958. Vmes je nastopal tudi v Osijeku, Beogradu in Ljubljani. Gostoval je v Dresdenu, Bratislavi, Frankfurtu, Benetkah, Firencah, Rimu in na Dunaju. 
Odlikoval se je v basovskih vlogah Wagnerjevih oper. Izjemno priznanje mu je naklonil tudi skladatelj Richard Strauss, ko ga je označil za enega najboljših interpretov vloge barona Ochsa v svoji operi Kavalir z rožo.
Leta 1964 je prejel za življenjsko delo nagrado Vladimir Nazor. V svoji dolgoletni pevski karieri je upodobil 125 opernih likov.
Križaj je imel velik in obsežen glas, bil je zelo muzikalen in impresivna odrska pojava.